# Repubblica Sovietica del Kuban'-Mar Nero
La Repubblica Sovietica del Kuban'-Mar Nero (in russo: Кубано-Черноморская Советская Республика) è stato il nome assunto dal territorio precedentemente diviso in Repubblica Sovietica del Kuban' e Repubblica Sovietica del Mar Nero, durante la guerra civile russa. Successivamente si fuse con la Repubblica Sovietica del Terek e la Repubblica Sovietica di Stavropol' nella Repubblica Sovietica del Caucaso Settentrionale.
Combatté una dura guerra con le nazioni circostanti (Conflitto di Soči).